# Avram Goldstein
Avram Goldstein (3 de julho de 1919 — 1 de junho de 2012) foi um farmacologista estadunidense.
Foi professor de farmacologia, um dos descobridores da endorfina e especialista em adição.
Goldstein estabeleceu o Departamento de Farmacologia da Escola de Medicina da Universidade de Stanford. Foi laureado com a Medalha Franklin e foi eleito para a Academia Nacional de Ciências dos Estados Unidos.